# Babar (série animada)
Babar (As Aventuras de Babar, no Brasil) é uma série de desenho animado franco-canadense baseada numa série de livros  francesa do personagem de mesmo nome criado por Jean de Brunhoff. Ela foi produzida pela Nelvana e Nick Jr. Productions, e com a Clifford Ross Company, de 2 de abril de 1989 até 5 de junho de 1991 tendo sua estreia alguns meses antes do lançamento de Le Triomphe de Babar. 
No Brasil a série foi transmitida pela Record e TV Cultura em sinal aberto e Nickelodeon em sinal fechado. Em Portugal a série foi emitida em 1991 pelo Canal 1 e pela TV2, em 2000 pela SIC e em 2007 pela RTP2, mas com uma dobragem diferente.
Em 2001 houve um renascimento de 13 episódios, a Nelvana voltou a produzir a série ao lado da Ellipsanime e da empresa Kodansha. O revival mostra Babar e sua família viajando em um Balão de ar quente para diferentes terras de aventuras, como a Terra dos Brinquedos. Em 2010 uma continuação em animação computadorizada com novos personagens foi lançada, Babar e as Aventuras de Badou. A série se passa anos após a original, Badou é o neto de 8 anos de Babar e o novo protagonista, a série teve 3 temporadas e 65 episódios.

## Sinopse
Baseada nos livros de Jean de Brunhoff e Laurent de Brunhoff, a série foca a história de Babar, um elefante que acaba se tornando rei. Nas primeiras temporadas as histórias eram centralizadas em Babar contado suas aventuras de infância para seus filhos Pom, Flora e Alexander. Já nas últimas temporadas as histórias passam mais a centralizar nos filhos de Babar.
Nos primeiros episódios é revelado a origem de Babar como ele perdeu sua mãe de um caçador, fugiu para a cidade sendo acolhido por uma velha senhora humana que o educou fazendo-o agir como uma pessoa, além de seu retorno a floresta salvando seus amigos do bando do caçador e sendo coroado rei após a morte do antigo. Ainda nos primeiros episódios é mostrado a criação da cidade de Celesteville, a cidade dos elefantes além das constantes brigas de Babar com seu rival o rei dos rinocerontes Rataxes.

## Personagens

### Família de Babar
- Babar, rei de Celesteville. Ele foi criado na cidade com os humanos após ter sua mãe morta e se perder de seu bando, e foi responsável por transmitir tudo que aprendeu para a floresta criando seu próprio reino. Sendo um rei dedicado, mas atencioso a sua família sempre conta histórias sobre suas aventuras de infância para seus filhos. Possui uma rivalidade com Rataxes, o rei dos rinocerontes, mas no fundo não o odeia. Seus melhores amigos de infância são Zéfiro, Arthur e Celeste, a última se tornando sua esposa depois de ficar adulto.
- Celeste, a esposa de Babar e rainha de Celesteville, cidade da qual foi batizada em homenagem a ela. Sendo prima e posteriormente esposa dele, na infância frequentemente o acompanhava em suas aventuras ao lado também de seu irmãozinho Arthur.
- Arthur, o irmão mais novo de Celeste e amigo de infância de Babar. Quando criança assim como Celeste frequentemente acompanhava Babar em suas aventuras.
- Pom, Flora, Alexandre, e Isabel (aparece primeira vez no episódio bebê à vista.), os filhos de Babar e Celeste.

### Amigos de Babar
- Madame (a Velha Senhora), uma senhora humana que foi responsável por adotar e cuidar de Babar na infância após ele ter sua mãe morta pelo caçador. Eles se conheceram na cidade da qual Babar passou a morar até atingir certa idade e voltar para a floresta. Depois ela ajuda Babar na construção de Celestiville, passando a ter sua própria casa. Babar demonstra fortes sentimentos por ela desde o dia que a conheceu. Seu nome nunca foi revelado na série.
- Zéfiro, um macaco que é o melhor amigo e companheiro de Babar.
- Cornelius, o mais velho e sábio dos elefantes, e primeiro-ministro de Celestiville. Ele juntamente de Pompadour é um dos conselheiros reais de Babar.
- Pompadour, outro dos conselheiros de Babar e ministro financeiro. Ele age como um cavalheiro britânico orgulhoso e com classe, sempre andando com o nariz empinado além de usar uma peruca branca. Está sempre andando com Cornelius.
- Trompadour, assistente de Pompadour, nunca fala uma palavra, mas é muito eficiente.

### Família de Rataxes
- Rataxes, o rei dos rinocerontes e rival de Babar. Ele sempre tenta ser melhor que ele, além de tentar tomar posse de seu reino sendo o principal antagonista do desenho, mas em alguns momentos ele se mostra ser um cara legal.
- Lady Rataxes, esposa de Rataxes, sempre tenta manter o marido em rédeas curtas. É muita amiga de Celeste;
- Victor, filho de Rataxes, é o melhor amigo dos filhos de Babar;
- Basil, o ajudante atrapalhado e eficiente de Rataxes e no fundo seu melhor amigo.

### Outros personagens
- Caçador (sem nome de gente também), um caçador de elefantes que foi antagonista central dos primeiros episódios. Foi ele o responsável pela morte da mãe de Babar além de ter juntado um grupo de caça ao longo dos anos para capturar todos os elefantes do reino sendo detido e dado como morto num incêndio (também no Babar o filme) e fazendo Babar passar a ser rei do elefantes após isso.